# Selkup

Bandera de los Selkups

Los selkup (en ruso: селькупы), hasta 1930 llamados ostyak-samoyedos (остяко-самоеды), son un pueblo de Siberia, Rusia. La mayoría viven en el distrito autónomo de Yamalo-Nenets y al norte del óblast de Tomsk. Según el Censo de 2002, había 4.249 selkups en Rusia.
Como pueblo son el resultado de un prolongado proceso de asimilación cultural de la población aborigen yeniseiana, de la cuenca media del río Ob, tras la llegada de los pueblos samoyedos, que llegaron a la región desde los montes Sayanes, al comienzo del milenio primero. Hablan una de las lenguas samoyedas, de la familia de lenguas urálicas.
Se dedicaban principalmente a la caza, la pesca y la cría de renos.  En el siglo XVII, parte de los selkup trasladaron al norte, a vivir a lo largo del río Taz y el río Turuján. En el siglo XVIII, los selkups fueron sometidos por los rusos a una campaña masiva de bautismo. Sin embargo, se las arreglaron para mantener sus antiguas creencias y costumbres religiosas.